# Stazione di Bignasco

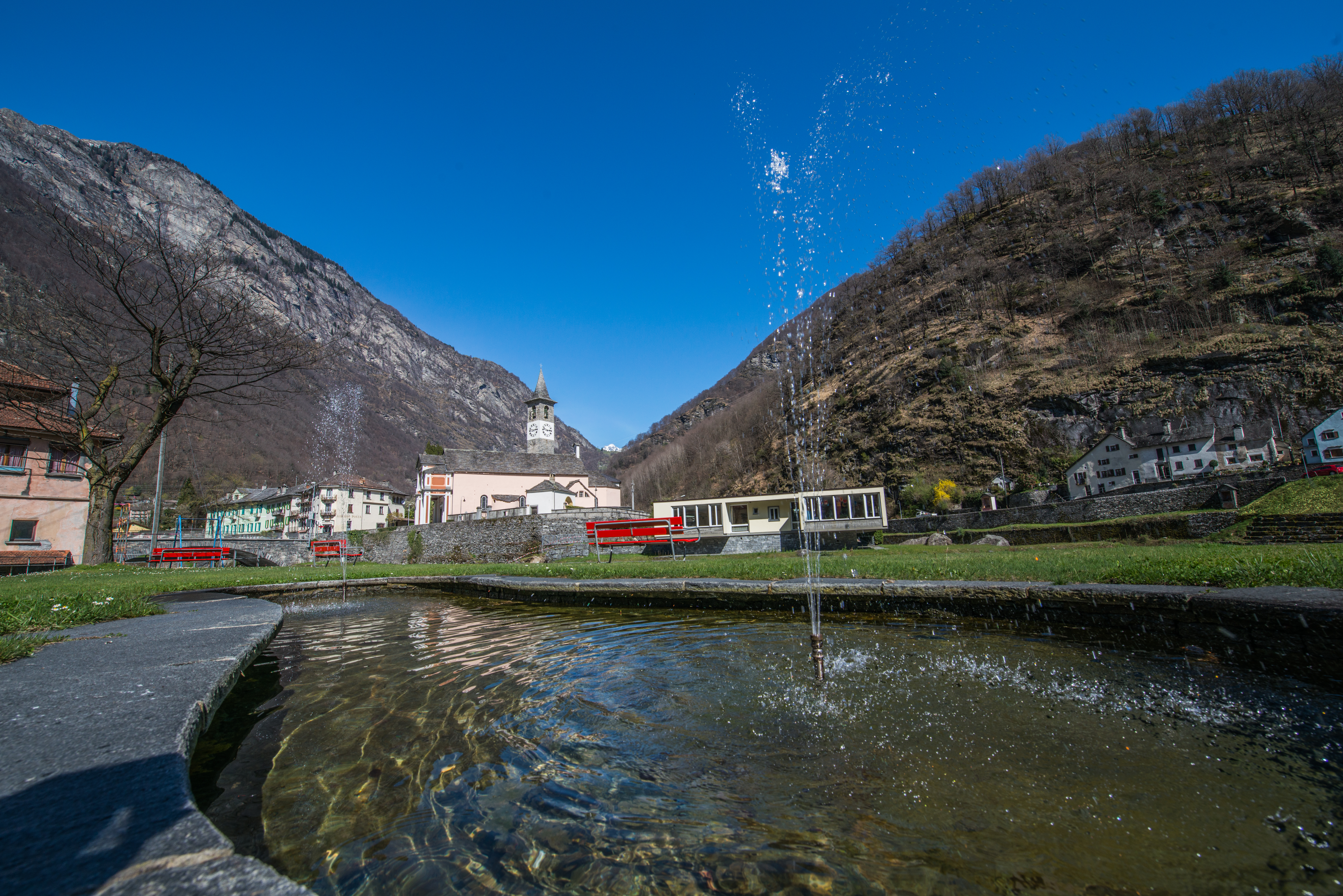
Il luogo dove sorgevano una parte dei binari

La stazione di Bignasco della Ferrovie Autolinee Regionali Ticinesi (FART) è stata una stazione ferroviaria, capolinea della ex ferrovia Locarno-Ponte Brolla-Bignasco ("Valmaggina") chiusa il 28 novembre 1965.

## Storia
La stazione venne aperta nel 1907 insieme alla linea e venne chiusa nel 28 novembre 1965.
Dopo la chiusura della linea, i binari vennero smantellati, per cinque anni il deposito locomotive rimase integra.
Nel 1966 a fianco al deposito locomotive rimasero due vagoni: il carro merci K105 e un vagone passeggeri BZ 306 servirti come deposito merci e sala d'aspetto e sul vagone passeggeri venne messo il cartello del paese. Nello stesso anno il fabbricato viaggiatori (ormai diroccato) venne demolito per far spazio all'attuale strada cantonale.
Nel 1970 il carro merci K105 venne messo alle porte di Bignasco, il vagone passeggeri BZ 306 si persero le tracce (molto probabilmente demolita), il deposito locomotive venne anch'esso demolito e al suo posto venne costruito un deposito per i bus.
Da quell'anno le tracce della stazione si sono perse per sempre.

## Strutture e impianti
Era composto da un piccolo fabbricato viaggiatori con cinque binari e un deposito locomotive. Non rimane traccia dell'infrastruttura: il fabbricato venne demolito e i cinque binari vennero smantellati e sostituiti dall'attuale strada cantonale mentre il deposito locomotive venne demolito nel 1970 e fu costruito un deposito dei bus delle FART.